# Liste der Monuments historiques in Cormicy
Die Liste der Monuments historiques in Cormicy führt die Monuments historiques in der französischen Gemeinde Cormicy auf.

## Liste der Immobilien
| Bezeichnung                  | Beschreibung           | Standort             | Kennzeichnung | Schutzstatus | Datum | Bild           |
| ---------------------------- | ---------------------- | -------------------- | ------------- | ------------ | ----- | -------------- |
| Kirche St-Cyr-et-Ste-Julitte | ab dem 12. Jahrhundert | Place d’Armes (Lage) | PA00078674    | Classé       | 1921  | weitere Bilder |

## Liste der Objekte
| Bezeichnung                      | Beschreibung                                                                                         | Standort                                   | Kennzeichnung | Schutzstatus    | Datum  | Bild |
| -------------------------------- | --- | ------------------------------------------ | ------------- | --------------- | ------ | ---- |
| Zwei Seitenaltäre                | Marmor, 18. Jahrhundert; aus der Abbaye de Longueau in Reims, während des Ersten Weltkriegs zerstört | in der Kirche St-Cyr-et-Ste-Julitte (Lage) | PM51001489    | Classé gelöscht | ? 1960 |      |
| Chorgestühl                      | Holz, 18. Jahrhundert                                                                                | in der Kirche St-Cyr-et-Ste-Julitte (Lage) | PM51000308    | Classé          | 1981   |      |
| Skulptur eines knienden Heiligen | Stein, 16. Jahrhundert                                                                               | in der Kirche St-Cyr-et-Ste-Julitte (Lage) | PM51000310    | Classé          | 1977   |      |
| Zelebrantenstuhl (1)             | Holz, 19. Jahrhundert                                                                                | in der Kirche St-Cyr-et-Ste-Julitte (Lage) | PM51001813    | Inscrit         | 1980   |      |
| Skulptur Gnadenstuhl             | Stein, 15. oder 16. Jahrhundert                                                                      | in der Kirche St-Cyr-et-Ste-Julitte (Lage) | PM51001814    | Inscrit         | 1980   |      |
| Skulptur Madonna mit Kind (1)    | Stein, 14. Jahrhundert                                                                               | in der Kirche St-Cyr-et-Ste-Julitte (Lage) | PM51000309    | Classé          | 1977   |      |
| Skulptur einer Heiligen          | Stein, 18. Jahrhundert                                                                               | in der Kirche St-Cyr-et-Ste-Julitte (Lage) | PM51001816    | Inscrit         | 1980   |      |
| Zelebrantenstuhl (2)             | Holz, Stoff, Anfang des 19. Jahrhunderts                                                             | in der Kirche St-Cyr-et-Ste-Julitte (Lage) | PM51003148    | Inscrit         | 1982   |      |
| Hauptaltar                       | Altartisch und Baldachin; Marmor, 18. Jahrhundert                                                    | in der Kirche St-Cyr-et-Ste-Julitte (Lage) | PM51000307    | Classé          | 1915   |      |
| Gemälde Bekehrung Chlodwigs      | Ölfarbe auf Leinwand, um 1600; während des Ersten Weltkriegs zerstört                                | in der Kirche St-Cyr-et-Ste-Julitte (Lage) | PM51001490    | Classé gelöscht | ? 1942 |      |
| Fragment eines Skulptur          | Stein, 16. Jahrhundert                                                                               | in der Kirche St-Cyr-et-Ste-Julitte (Lage) | PM51001812    | Inscrit         | 1980   |      |
| Skulptur Madonna mit Kind (2)    | Stein, farbig gefasst, 17. Jahrhundert                                                               | in der Kirche St-Cyr-et-Ste-Julitte (Lage) | PM51001815    | Inscrit         | 1980   |      |